# Meneo
Meneo  è un nome proprio di persona italiano maschile. 

## Varianti in altre lingue
- Catalano: Meneo[2]
- Francese: Ménée
- Greco antico: Meneos[2]
- Latino: Meneus[1]
- Spagnolo: Meneo[2]

## Origine e diffusione
Raro nome di origine greca, è basato su μήνη (mene, "luna", da cui anche Menodoro) e ha quindi il significato di "lunare". In senso lato, può anche essere interpretato come "mensile".

## Onomastico
L'onomastico si può festeggiare in memoria di più santi, alle date seguenti:
- 10 luglio, san Meneo, martire a Nicopoli di Armenia con 45 altri compagni sotto Licinio, commemorato dalla Chiesa ortodossa[3].
- 24 luglio in onore di san Meneo, martirizzato in Licia assieme a san Capitone[2][4][5]
- 1º agosto, san Meneo, martire con san Mena[5]
- 1º agosto, san Meneo, martire a Perge con san Leonzio e altri sette compagni sotto Diocleziano[5]